# دابلیو. دلتا. زد
دابلیو. دلتا. زد (انگلیسی: WΔZ) یک فیلم دلهره‌آور جنایی بریتانیایی است که در سال ۲۰۰۷ منتشر شد.

## بازیگران
- استلان اسکاشگورد
- ملیسا جرج
- سلما بلر
- تام هاردی
- اشلی والترز
- پل کی
- سالی هاوکینز
- جان شاریان